# Lista över avsnitt av Herrskap och tjänstefolk
Följande artikel är en lista över avsnitt av den brittiska dramaserien Herrskap och tjänstefolk, skapad av Jean Marsh och Eileen Atkins, och utvecklad av Alfred Shaughnessy för London Weekend Television. Serien består av 68 entimmeslånga avsnitt som sändes i Storbritannien på ITV från 1971 till 1975. Den kom även att sändas i över 70 länder för en publik på över en miljard tittare.
Serien utspelar sig under perioden 1903–1930, till stor del i familjen Bellamys storslagna viktorianska townhouse, med adress 165 Eaton Place, i den fashionabla stadsdelen Belgravia i London. Titelns "herrskap" och "tjänstefolk" avser Bellamys och deras tjänare. Den första säsongen introducerar David Langton som Richard Bellamy, Rachel Gurney som hans hustru Marjorie, Nicola Pagett som deras dotter Elizabeth och Simon Williams som deras son James. Hushållets tjänare bestod av Gordon Jackson som butlern Angus Hudson, Angela Baddeley som kokerskan Mrs Bridges, Jean Marsh som kammarjungfrun Rose Buck, Pauline Collins som tjänsteflickan Sarah Moffat, Patsy Smart som lady Marjories kammarjungfru Maude Roberts, Christopher Beeny som betjänten Edward och George Innes som betjänten Alfred. I den andra säsongen anslöt Jenny Tomasin som kökspigan Ruby och George Innes ersattes av John Alderton som Thomas Watkins. Alderton och Pauline Collins kom att spela sina roller i spinoff-serien Thomas och Sarah.
Rachel Gurney och Nicola Pagett lämnade båda serien efter den andra säsongen. I den tredje säsongen anslöt istället Meg Wynn Owen i rollen som Richard Bellamys sekreterare Hazel Forrest (senare James Bellamys hustru), Lesley-Anne Down som Georgina Worsley (styvdottern till Lady Marjories framlidne bror Hugo) och Jacqueline Tong som tjänsteflickan Daisy Peel. Owen lämnade  serien efter den fjärde säsongen och ersattes i den femte av Hannah Gordon som Virginia Hamilton, som blev Richard Bellamys andra hustru. Anthony Andrews blev också reguljär i den femte säsongen, i rollen som lord Robert Stockbridge, liksom Karen Dotrice som tjänsteflickan Lily Hawkins.

## Serieöversikt
{{}}
| Säsong | Säsong | Avsnitt | Avsnitt | Originalvisning       | Originalvisning      |
| Säsong | Säsong | Avsnitt | Avsnitt | Första sändningsdatum | Sista sändningsdatum |
| ------ | ------ | ------- | ------- | --------------------- | -------------------- |
|        | 1      | 13      | 13      | 10 oktober 1971       | 5 mars 1972          |
|        | 2      | 13      | 13      | 21 oktober 1972       | 19 januari 1973      |
|        | 3      | 13      | 13      | 27 oktober 1973       | 19 januari 1974      |
|        | 4      | 13      | 13      | 14 september 1974     | 7 december 1974      |
|        | 5      | 16      | 16      | 7 september 1975      | 21 december 1975     |

## Avsnitt

### Säsong 1 (1971–1972)
Den första säsongen utspelar sig från november 1903 till juni 1908 och består av 13 avsnitt. Serien vann en BAFTA för bästa drama.
| Nr i serien | Nr i säsongen | Titel                        | Regissör        | Manus                                 | Originalvisning  |
| ----------- | ------------- | ---------------------------- | --------------- | ------------------------------------- | ---------------- |
| 1           | 1             | "On Trial"                   | Raymond Menmuir | Fay Weldon                            | 10 oktober 1971  |
| 2           | 2             | "The Mistress and the Maids" | Derek Bennett   | Alfred Shaughnessy                    | 17 oktober 1971  |
| 3           | 3             | "Board Wages"                | Derek Bennett   | Terence Brady & Charlotte Bingham     | 24 oktober 1971  |
| 4           | 4             | "The Path of Duty"           | Joan Kemp-Welch | John Harrison                         | 31 oktober 1971  |
| 5           | 5             | "A Suitable Marriage"        | Joan Kemp-Welch | Jeremy Paul                           | 7 november 1971  |
| 6           | 6             | "A Cry for Help"             | Derek Bennett   | Julian Bond                           | 14 november 1971 |
| 7           | 7             | "Magic Casements"            | Joan Kemp-Welch | John Hawkesworth                      | 23 januari 1972  |
| 8           | 8             | "I Dies from Love"           | Raymond Menmuir | Terence Brady & Charlotte Bingham     | 30 januari 1972  |
| 9           | 9             | "Why Is Her Door Locked?"    | Brian Parker    | Alfred Shaughnessy                    | 6 februari 1972  |
| 10          | 10            | "A Voice from the Past"      | Raymond Menmuir | Jeremy Paul                           | 13 februari 1972 |
| 11          | 11            | "The Swedish Tiger"          | Brian Parker    | Raymond Bowers                        | 20 februari 1972 |
| 12          | 12            | "The Key of the Door"        | Raymond Menmuir | John Hawkesworth & Alfred Shaughnessy | 27 februari 1972 |
| 13          | 13            | "For Love of Love"           | Herbert Wise    | Rosemary Anne Sisson                  | 20 mars 1972     |

### Säsong 2 (1972–1973)
Den andra säsongen utspelar sig mellan 1908 och 1910, liksom den första säsongen består den av 13 avsnitt.
| Nr i serien | Nr i säsongen | Titel                     | Regissör           | Manus                             | Originalvisning  |
| ----------- | ------------- | ------------------------- | ------------------ | --------------------------------- | ---------------- |
| 14          | 1             | "The New Man"             | Raymond Menmuir    | Rosemary Anne Sisson              | 21 oktober 1972  |
| 15          | 2             | "A Pair of Exiles"        | Cyril Coke         | Alfred Shaughnessy                | 28 oktober 1972  |
| 16          | 3             | "Married Love"            | Raymond Menmuir    | John Harrison                     | 4 november 1972  |
| 17          | 4             | "Whom God Hath Joined..." | Bill Bain          | Jeremy Paul                       | 10 november 1972 |
| 18          | 5             | "Guest of Honour"         | Bill Bain          | Alfred Shaughnessy                | 17 november 1972 |
| 19          | 6             | "The Property of a Lady"  | Derek Bennett      | Alfred Shaughnessy                | 24 november 1972 |
| 20          | 7             | "Your Obedient Servant"   | Derek Bennett      | Fay Weldon                        | 1 december 1972  |
| 21          | 8             | "Out of the Everywhere"   | Christopher Hodson | Terence Brady & Charlotte Bingham | 8 december 1972  |
| 22          | 9             | "An Object of Value"      | Raymond Menmuir    | Jeremy Paul                       | 15 december 1972 |
| 23          | 10            | "A Special Mischief"      | Raymond Menmuir    | Anthony Skene                     | 29 december 1972 |
| 24          | 11            | "The Fruits of Love"      | Christopher Hodson | John Hawkesworth                  | 5 januari 1973   |
| 25          | 12            | "The Wages of Sin"        | Christopher Hodson | Anthony Skene                     | 12 januari 1973  |
| 26          | 13            | "A Family Gathering"      | Raymond Menmuir    | Alfred Shaughnessy                | 19 januari 1973  |

### Säsong 3 (1973–1974)
Den tredje säsongen utspelar sig under eran före första världskriget, åren 1912–1914 och består av 13 avsnitt. 
| Nr i serien | Nr i säsongen | Titel                  | Regissör           | Manus                                 | Originalvisning  |
| ----------- | ------------- | ---------------------- | ------------------ | ------------------------------------- | ---------------- |
| 27          | 1             | "Miss Forrest"         | Bill Bain          | Alfred Shaughnessy                    | 27 oktober 1973  |
| 28          | 2             | "A House Divided"      | Christopher Hodson | Rosemary Anne Sisson                  | 3 november 1973  |
| 29          | 3             | "A Change of Scene"    | Bill Bain          | Rosemary Anne Sisson                  | 10 november 1973 |
| 30          | 4             | "A Family Secret"      | Derek Bennett      | Alfred Shaughnessy                    | 17 november 1973 |
| 31          | 5             | "Rose's Pigeon"        | Bill Bain          | Jeremy Paul                           | 24 november 1973 |
| 32          | 6             | "Desirous of Change"   | Lionel Harris      | Fay Weldon                            | 1 december 1973  |
| 33          | 7             | "Word of Honour"       | Christopher Hodson | Anthony Skene                         | 8 december 1973  |
| 34          | 8             | "The Bolter"           | Cyril Coke         | John Hawkesworth                      | 15 december 1973 |
| 35          | 9             | "Goodwill to All Men"  | Christopher Hodson | Alfred Shaughnessy & Deborah Mortimer | 22 december 1973 |
| 36          | 10            | "What the Footman Saw" | Cyril Coke         | Jeremy Paul                           | 29 december 1973 |
| 37          | 11            | "A Perfect Stranger"   | Christopher Hodson | Jeremy Paul                           | 5 januari 1974   |
| 38          | 12            | "Distant Thunder"      | Bill Bain          | Alfred Shaughnessy                    | 12 januari 1974  |
| 39          | 13            | "The Sudden Storm"     | Bill Bain          | John Hawkesworth                      | 19 januari 1974  |

### Säsong 4 (1974)
Säsong fyra utspelar sig under första världskriget (1914–1918) och består av 13 avsnitt.
| Nr i serien | Nr i säsongen | Titel                                    | Regissör           | Manus                                      | Originalvisning   |
| ----------- | ------------- | ---------------------------------------- | ------------------ | ------------------------------------------ | ----------------- |
| 40          | 1             | "A Patriotic Offering"                   | Derek Bennett      | Rosemary Anne Sisson                       | 14 september 1974 |
| 41          | 2             | "News from the Front"                    | Derek Bennett      | John Hawkesworth                           | 21 september 1974 |
| 42          | 3             | "The Beastly Hun"                        | Bill Bain          | Jeremy Paul                                | 28 september 1974 |
| 43          | 4             | "Women Shall Not Weep"                   | Christopher Hodson | Alfred Shaughnessy                         | 5 oktober 1974    |
| 44          | 5             | "Tug of War"                             | Derek Bennett      | Rosemary Anne Sisson                       | 12 oktober 1974   |
| 45          | 6             | "Home Fires"                             | Bill Bain          | Jeremy Paul                                | 19 oktober 1974   |
| 46          | 7             | "If You Were the Only Girl in the World" | Raymond Menmuir    | John Hawkesworth                           | 26 oktober 1974   |
| 47          | 8             | "The Glorious Dead"                      | Raymond Menmuir    | Alfred Shaughnessy & Elizabeth Jane Howard | 2 november 1974   |
| 48          | 9             | "Another Year"                           | Cyril Coke         | Alfred Shaughnessy                         | 9 november 1974   |
| 49          | 10            | "The Hero's Farewell"                    | Bill Bain          | Rosemary Anne Sisson                       | 16 november 1974  |
| 50          | 11            | "Missing Believed Killed"                | Christopher Hodson | Jeremy Paul                                | 23 november 1974  |
| 51          | 12            | "Facing Fearful Odds"                    | Raymond Menmuir    | John Hawkesworth                           | 30 november 1974  |
| 52          | 13            | "Peace out of Pain"                      | Christopher Hodson | Alfred Shaughnessy                         | 7 december 1974   |

### Säsong 5 (1975)
Den femte och sista säsongen utspelar sig under efterkrigstiden, åren 1919–1930 och består av 16 avsnitt.
| Nr i serien | Nr i säsongen | Titel                          | Regissör           | Manus                | Originalvisning   |
| ----------- | ------------- | ------------------------------ | ------------------ | -------------------- | ----------------- |
| 53          | 1             | "On With the Dance"            | Bill Bain          | Alfred Shaughnessy   | 7 september 1975  |
| 54          | 2             | "A Place in the World"         | Christopher Hodson | Jeremy Paul          | 14 september 1975 |
| 55          | 3             | "Laugh a Little Louder Please" | Derek Bennett      | Rosemary Anne Sisson | 21 september 1975 |
| 56          | 4             | "The Joy Ride"                 | Bill Bain          | Alfred Shaughnessy   | 28 september 1975 |
| 57          | 5             | "Wanted - A Good Home"         | Christopher Hodson | John Hawkesworth     | 5 oktober 1975    |
| 58          | 6             | "An Old Flame"                 | Derek Bennett      | John Hawkesworth     | 12 oktober 1975   |
| 59          | 7             | "Disillusion"                  | Bill Bain          | Alfred Shaughnessy   | 19 oktober 1975   |
| 60          | 8             | "Such a Lovely Man"            | Christopher Hodson | Rosemary Anne Sisson | 26 oktober 1975   |
| 61          | 9             | "The Nine Days Wonder"         | Simon Langton      | Jeremy Paul          | 2 november 1975   |
| 62          | 10            | "The Understudy"               | James Ormerod      | Jeremy Paul          | 9 november 1975   |
| 63          | 11            | "Alberto"                      | Christopher Hodson | Alfred Shaughnessy   | 16 november 1975  |
| 64          | 12            | "Will Ye No Come Back Again"   | Bill Bain          | Rosemary Anne Sisson | 23 november 1975  |
| 65          | 13            | "Joke Over"                    | Bill Bain          | Rosemary Anne Sisson | 30 november 1975  |
| 66          | 14            | "Noblesse Oblige"              | Cyril Coke         | John Hawkesworth     | 7 december 1975   |
| 67          | 15            | "All the King's Horses"        | Simon Langton      | Jeremy Paul          | 14 december 1975  |
| 68          | 16            | "Whither Shall I Wander?"      | Bill Bain          | John Hawkesworth     | 21 december 1975  |